# 羅克福德鎮區 (愛荷華州弗洛伊德縣)
羅克福德鎮區（英語：Rockford Township）是位於美國愛荷華州弗洛伊德縣的一個行政鎮區。

## 地方資料
根據2010年美國人口普查的數據，羅克福德鎮區的面積為109.89平方千米，當中陸地面積為109.89平方千米，而水域面積為0.00平方千米。當地共有人口1331人，而人口密度為每平方千米12.11人。